# Barta Ödön
Barta Ödön, 1882-ig Friedman (Széplak, 1852 – Budapest, 1925. november 13.) jogász, politikus.

## Élete
Friedman Farkas és Rosenberg Róza fia. Elemi és középiskolai tanulmányait Szatmáron, Zilahon és Nagykárolyban, jogi tanulmányait az eperjesi jogakadémián és a Budapesti Egyetemen végezte. Miután ügyvédi oklevelet szerzett, Beregszászon folytatott ügyvédi gyakorlatot. Rövid idő alatt vezérszerepre tett szert Bereg vármegye társadalmi és gazdasági életében. A beregvármegyei takarékpénztár és a tiszaújlaki gazdasági bank alapítója volt. Több feltűnést keltő cikkel is fölhívta a kormány figyelmét a rutének megsegítésének szükséges voltára. A kormány segítőakciója részben az ő indítványait valósította meg. 1881-ben megalakította a Függetlenségi Pártot.
Az 1896-os választásokon indult először a bereg vármegyei felvidéki kerületben (Ilosva), ahol függetlenségi programmal országgyűlési képviselőnek választották. 1910-ig megszakítás nélkül ezt a kerületet, majd az 1910-es választásokat követően a nagyszőlősi kerületet képviselte a parlamentben, ahol értékes fölszólalásaival hozzájárult sok jogi és közgazdasági kérdés tisztázásához. Egyidőben buzgó tevékenységet fejtett ki a Bereg vármegyei zsidóság társadalmi és kulturális színvonalának emelése és fejlesztése érdekében. Közel 25 évig volt a képviselőház tagja. 1904-ben Budapestre költözött. 

## Magánélete
Házastársa Friedman Éva (1859–1940) volt.
Gyermekei
- Barta Ernő (1879–1938)[5] helyettes államtitkár volt. Felesége Hunyadi Margit Karolin volt.
- Barta Margit (1881–1944)[6] a holokauszt áldozata lett. Férje 1906 és 1938 között Cseh Ernő Aladár aljárásbíró volt.

## Műve
- Az osztrák államadóssági járulék megváltásáról.